# Golden (Mississipi)
Golden és una població dels Estats Units a l'estat de Mississipi. Segons el cens del 2000 tenia 201 habitants.

## Demografia
Segons el cens del 2000, Golden tenia 201 habitants, 87 habitatges, i 52 famílies. La densitat de població era de 136,2 habitants per km².
Dels 87 habitatges en un 24,1% hi vivien nens de menys de 18 anys, en un 51,7% hi vivien parelles casades, en un 3,4% dones solteres, i en un 39,1% no eren unitats familiars. En el 33,3% dels habitatges hi vivien persones soles el 14,9% de les quals corresponia a persones de 65 anys o més que vivien soles. El nombre mitjà de persones vivint en cada habitatge era de 2,31 i el nombre mitjà de persones que vivien en cada família era de 2,92.
Per edats la població es repartia de la següent manera: un 17,9% tenia menys de 18 anys, un 12,9% entre 18 i 24, un 30,3% entre 25 i 44, un 17,4% de 45 a 60 i un 21,4% 65 anys o més.
L'edat mediana era de 38 anys. Per cada 100 dones de 18 o més anys hi havia 108,9 homes.
La renda mediana per habitatge era de 20.208 $ i la renda mediana per família de 33.333 $. Els homes tenien una renda mediana de 26.250 $ mentre que les dones 19.250 $. La renda per capita de la població era de 13.047 $. Entorn del 19,4% de les famílies i el 19% de la població estaven per davall del llindar de pobresa.

## Poblacions més properes
El següent diagrama mostra les poblacions més properes.